# Раппард, Эрнст Герман ван
Эрнст Герман риддер ван Раппард (нидерл. Ernst Herman ridder van Rappard; 30 октября 1899, Банджумас, Центральная Ява, Голландская Ост-Индия — 11 января 1953, Вюгт) — голландский политик.
Он вступил в НСНАП в 1931 году, а после распада партии руководил одной из трёх групп, возникших после раскола. Его группа выступала за включение Нидерландов в Третий рейх, утверждая, что голландцы имеют сильное этническое родство с немцами. Его группа также соперничала с НСБ, имела поддержку в основном на голландско-немецкой границе. Группа Раппарда была переименована в NSNAP-Hitlerbeweging, но Адольф Гитлер распорядился исключить его имя из названия, так как движение не имело большой поддержки.
Его группа распалась в 1940 году во время немецкого вторжения и запрещена в 1941 вместе со всеми политическими партиями кроме НСБ. После этого ван Раппард записался добровольцем в Ваффен-СС. Служил в 1-й танковой дивизии СС «Лейбштандарт СС Адольф Гитлер». Позже переведен в 5-я танковую дивизию СС «Викинг». Участник боев на Кавказе. В августе 1944 года ранен в оборонительных боях в Прибалтике. Награжден Железным крестом 2-й степени.
В мае 1945 года арестован союзниками в Утрехте. За службу в СС его приговорили к смертной казни в 1949 году, которая была заменена на пожизненное заключение. Он умер в тюрьме «Nieuw-Vossenveld» от инсульта.